# آنها دزد هستند (فیلم ۲۰۰۸)
آنها دزد هستند 
(به تلوگویی: Bhale Dongalu) فیلمی هندی محصول سال ۲۰۰۸ و به کارگردانی کی. ویجی باسکار است. در این فیلم بازیگرانی همچون تارون، ایلیانا دی‌کروز، جاگاپاتی ببو و چارمی کائور ایفای نقش کرده‌اند.